# Kowalka (Kostkowo)
Kowalka (dawniej Nowy Młot, Nowy Hamerek, kaszb. Nowi Hômerk, niem. Neuhammer) –  przysiółek wsi Kostkowo w Polsce położony w województwie pomorskim, w powiecie wejherowskim, w gminie Gniewino.
Obecnie obszar byłej miejscowości należy do Kostkowa i leży przy ulicach: Klonowej i Polnej.
W latach 1975–1998 miejscowość administracyjnie należała do województwa gdańskiego.